# Aulotrachichthys argyrophanus
Aulotrachichthys argyrophanus är en fiskart som först beskrevs av Woods, 1961.  Aulotrachichthys argyrophanus ingår i släktet Aulotrachichthys och familjen Trachichthyidae. Inga underarter finns listade.